# جون هول

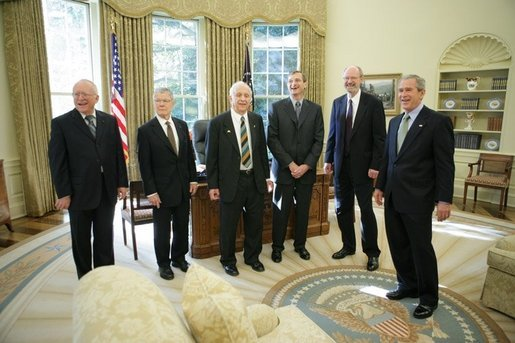
الرئيس جورج دبليو بوش يلتقي بالحائزين على جائزة نوبل لعام 2005. من اليسار إلى اليمين الدكتور جون هول، 2005 جائزة نوبل في الفيزياء؛ توماس سي شيلينج، 2005 جائزة نوبل في العلوم الاقتصادية؛ د. روي ج. جلوبر، 2005 جائزة نوبل في الفيزياء؛ د. ريتشارد ر. شروك والدكتور روبرت هـ. جروبس، الحائزان على جائزة نوبل في الكيمياء لعام 2005.

جون لويس "جون هول" (بالإنجليزية: John L. Hall)‏ (ولد 21 أغسطس 1934 -)فيزيائي أمريكي حصل على جائزة نوبل في الفيزياء عام 2005 بالاشتراك مع ثيودور هينش وروي غلوبر لجهوده في مجال المطيافيات

## روابط خارجية
- جون هول على موقع الموسوعة البريطانية (الإنجليزية)
- جون هول على موقع مونزينجر (الألمانية)
- جون هول على موقع إن إن دي بي (الإنجليزية)